# Pykret

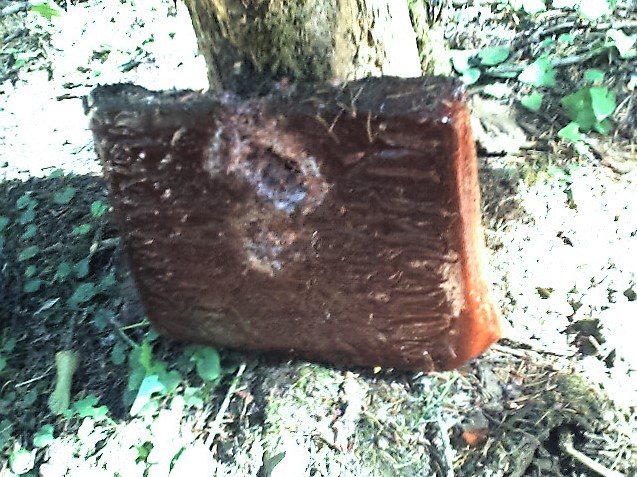
Płyta pykrytu o grubości 5 cm ostrzelana pociskami karabinowymi 7,62 × 39 mm. Płyta została przebita po 7 trafieniach w to samo miejsce

Pykret lub pykryt – tworzywo konstrukcyjne składające się z lodu i miazgi drzewnej lub trocin w proporcjach wagowych 6:1. Charakteryzuje się wytrzymałością zbliżoną do betonu.

## Właściwości

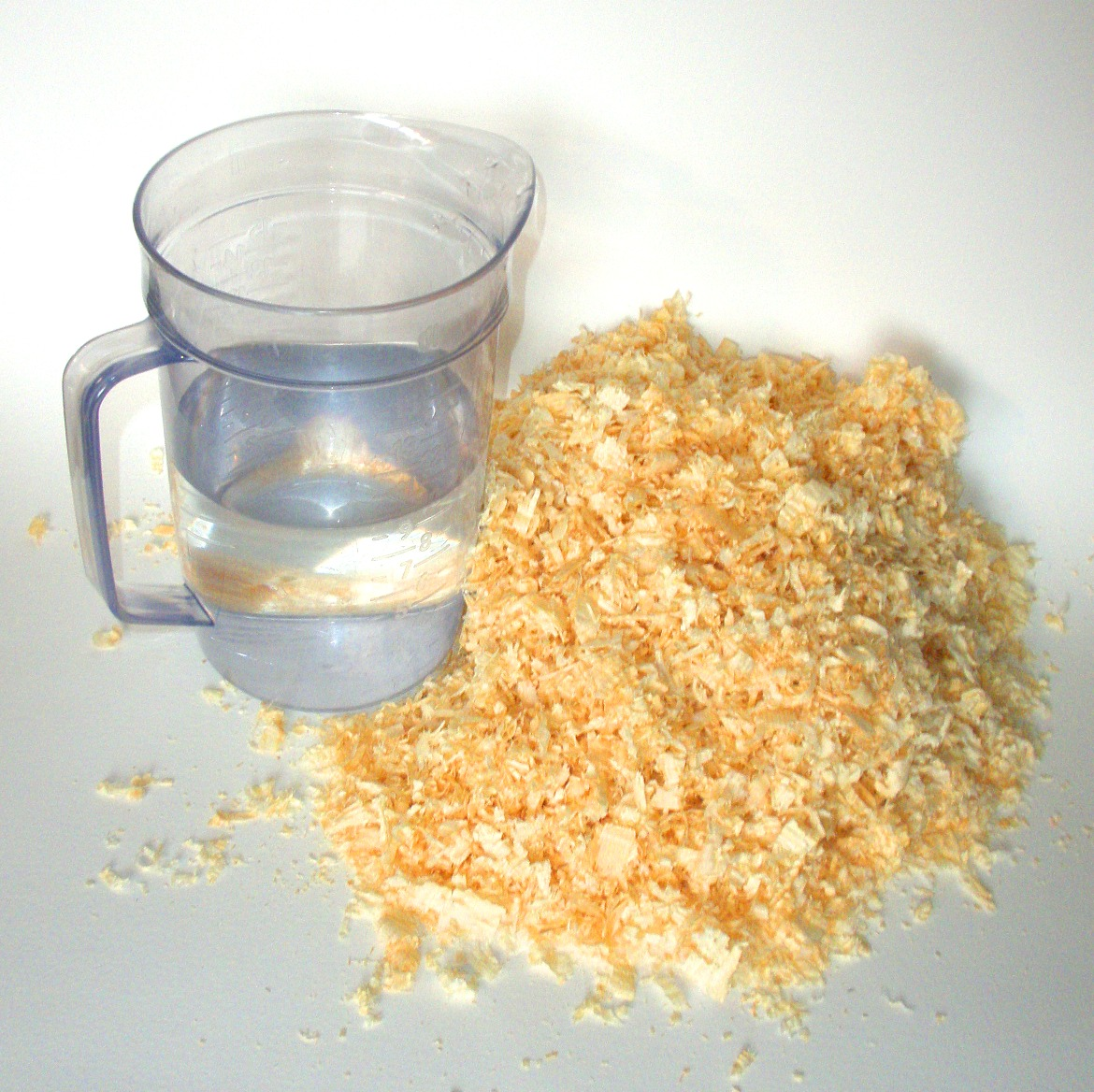
Surowce do produkcji pykretu: 86% wody i 14% trocin

- Mniejsze tempo topnienia niż w przypadku zwykłego lodu spowodowane niższą przewodnością cieplną;
- Większa od lodu wytrzymałość na uderzenia, eksplozje, a nawet strzały z broni palnej;
- Trudniejszy do otrzymania niż beton z powodu rozszerzania się podczas zamrażania;
- Mieszaninę można uformować tak, aby otrzymać praktycznie dowolny kształt;
- Gęstość mniejsza od wody[1].

### Porównanie właściwości
| Materiał | Wytrzymałość na ściskanie [MPa] | Wytrzymałość na rozciąganie [MPa] | Gęstość [kg/m3] |
| -------- | ------------------------------- | --------------------------------- | --------------- |
| Lód      | 3,447                           | 1,103                             | 910             |
| Pykret   | 7,584                           | 4,826                             | 980             |
| Beton    | 17,240                          | 1,724                             | 2500            |

## Zastosowanie

### Lotniskowiec HMS Habbakuk
Jeszcze przed rozpoczęciem II wojny światowej, w związku z niewystarczającym zasięgiem ówczesnych samolotów bojowych, rozpoczęto prace nad budową lotniskowców. Geoffrey Pyke zaproponował wykonanie okrętu z lodu. Taka jednostka byłaby tania w produkcji i łatwa do naprawy. Zaproponowana  przez niego jednostka (będąca w istocie ogromną górą lodową z własnym napędem) miała mieć ok. 610 m długości, 91,5 m szerokości i 61 m wysokości, oraz wyporność rzędu 2 mln ton. Grube na 12 m burty miały być odizolowane gumą lub tworzywem sztucznym oraz chłodzone systemem sprężarek i rurociągów. Ze względu na obawy co do niezawodności konstrukcji prace przerwano. W 1943 roku w USA rozwiązano problem zbyt szybkiego topnienia lodu mieszając morską wodę z miazgą drzewną. Uzyskany kompozyt nazwano Pykecrete na cześć Pyke'a. Model został zbudowany na jeziorze w Parku Narodowym Jasper w Kanadzie. Jednak amerykańskie dowództwo zdecydowało się na produkcję konwencjonalnych lotniskowców. Z modelu wymontowano wszystkie urządzenia i zostawiono go, aż zatonął.

### Budownictwo

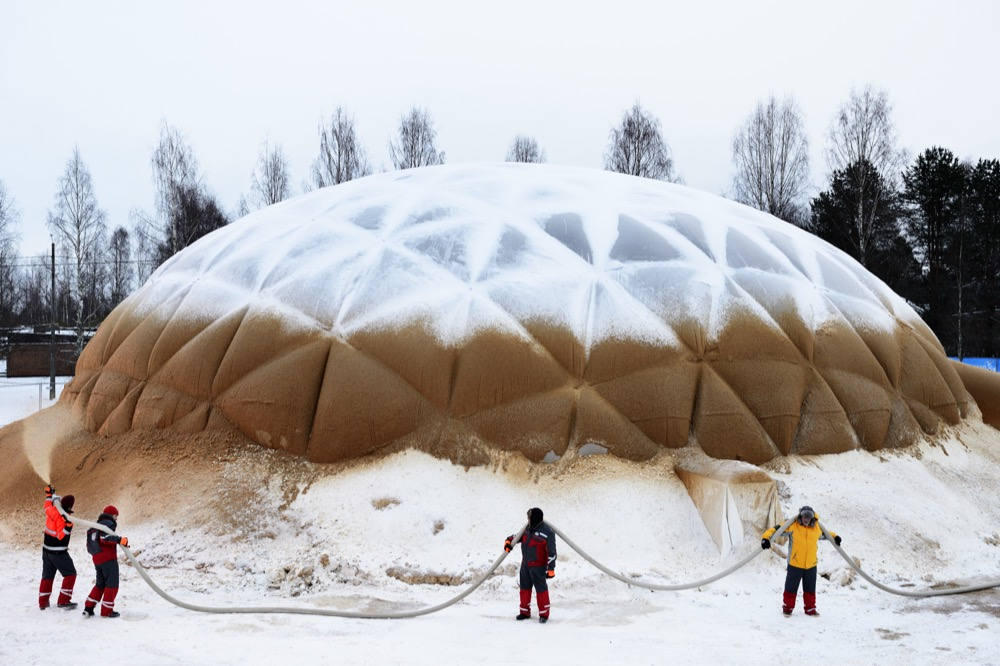
Budowa kopuły z pykretu

W styczniu 2014 Uniwersytet Techniczny w Eindhoven zbudował w Finlandii kopułę z pykretu o średnicy podstawy 30 metrów i 10 metrach wysokości, ustanawiając w ten sposób rekord świata. Konstrukcję wykonano pompując balon wielkości planowanej kopuły i spryskując go wodą lub śniegiem. Pykretu użyto w dolnych częściach kopuły. Po utworzeniu się wystarczająco twardej pokrywy z lodu usunięto balon wypuszczając z niego powietrze.
Do 2016 roku w Finlandii miał powstać wykonany z lodu i papieru most dla pieszych o przęśle długości 50 metrów, zbudowany przez studentów i wolontariuszy na podstawie projektu Leonarda Da Vinci. Będzie to największa tego typu konstrukcja.

## Eksperymenty

### Pogromcy mitów
W 2009 roku w odcinku 115 „Alaska Special 2” programu „Pogromcy mitów”, Adam Savage i Jamie Hyneman przetestowali właściwości pykretu. Potwierdzili, że topi się wolniej od lodu, jest także bardziej wytrzymały i kuloodporny. Zbudowali łódź, jednak do jej budowy wykorzystali wymyślony na potrzeby programu „superpykryt”, w którym trociny zastąpiono gazetami. Łódź unosiła się na wodzie i nie rozpadła się przy prędkości ok. 37 km/h, jednak po 20 min zaczęła przeciekać i eksperyment przerwano. W burtach nie było urządzeń chłodzących, a ich grubość była znacznie mniejsza, niż zakładały to plany z czasów II wojny światowej.